# Canton (Costa Rica)
Pour les articles homonymes, voir Canton (homonymie).
Pour un article plus général, voir Canton.
Les cantons du Costa Rica sont le deuxième échelon administratif du Costa Rica. Les sept provinces du Costa Rica sont divisées en 81 cantons. Ils sont créés par l'assemblée législative.

## Liste des cantons

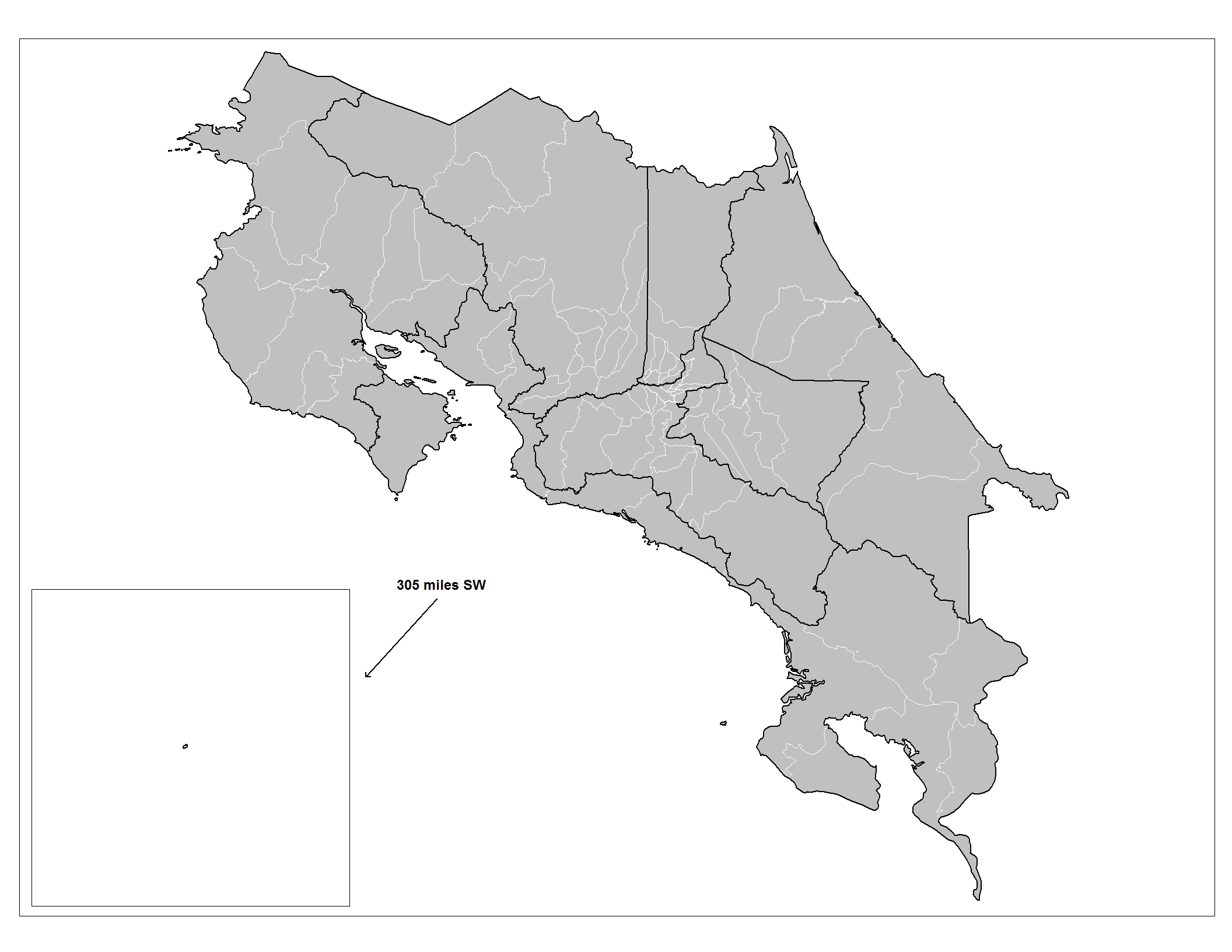
Cantons du Costa Rica

La liste suivante présente l'ensemble des cantons classés par province dans l'ordre du code auquel ils sont rattachés. Le chef-lieu de chaque canton figure entre parenthèses.

### Province d'Alajuela
La province d'Alajuela est divisée en quinze cantons :
- Canton d'Alajuela (Alajuela)
- Canton d'Alfaro Ruiz (Zarcero)
- Canton d'Atenas (Atenas)
- Canton de Grecia (Grecia)
- Canton de Guatuso (San Rafael)
- Canton de Los Chiles (Los Chiles)
- Canton de Naranjo (Naranjo)
- Canton d'Orotina (Orotina)
- Canton de Palmares (Palmares)
- Canton de Poás  (San Pedro, Alajuela)
- Canton de San Carlos (Ciudad Quesada)
- Canton de San Mateo (San Mateo)
- Canton de San Ramón (San Ramón)
- Canton d'Upala (Upala)
- Canton de Valverde Vega (Sarchí)

### Province de Cartago
La province de Cartago est divisée en huit cantons :
- Canton de Cartago (Cartago)
- Canton de Paraíso (Paraíso)
- Canton de La Unión (Tres Ríos)
- Canton de Jiménez (Juan Viñas)
- Canton de Turrialba (Turrialba)
- Canton de Alvarado (Pacayas)
- Canton d'Oreamuno (San Rafael)
- Canton d'El Guarco (Tejar)

### Province du Guanacaste
La province du Guanacaste est divisée en onze cantons :
- Canton de Liberia (Liberia)
- Canton de Nicoya (Nicoya)
- Canton de Santa Cruz (Santa Cruz)
- Canton de Bagaces (Bagaces)
- Canton de Carrillo (Filadelfia)
- Canton de Cañas (Cañas)
- Canton d'Abangares (Las Juntas)
- Canton de Tilarán (Tilarán)
- Canton de Nandayure (Carmona)
- Canton de La Cruz (La Cruz)
- Canton de Hojancha (Hojancha)

### Province d'Heredia
La province d'Heredia est divisée en dix cantons :
- Canton d'Heredia (Heredia)
- Canton de Barva (Barva)
- Canton de Santo Domingo (Santo Domingo)
- Canton de Santa Bárbara (Santa Bárbara)
- Canton de San Rafael (San Rafael)
- Canton de San Isidro (San Isidro)
- Canton de Belén (San Antonio)
- Canton de Flores (San Joaquín)
- Canton de San Pablo (San Pablo)
- Canton de Sarapiquí (Puerto Viejo de Sarapiquí)

### Province de Limón
La province de Limón est divisée en six cantons :
- Canton de Limón (Puerto Limón)
- Canton de Pococí (Guápiles)
- Canton de Siquirres (Siquirres)
- Canton de Talamanca (Bratsi)
- Canton de Matina (Matina)
- Canton de Guácimo (Guácimo)

### Province de Puntarenas
La province de Puntarenas est divisée en treize cantons :
- Canton de Puntarenas (Puntarenas)
- Canton de Esparza (Esparza)
- Canton de Buenos Aires (Buenos Aires)
- Canton de Montes de Oro (Miramar)
- Canton de Osa (Ciudad Cortés)
- Canton de Quepos (Quepos)
- Canton de Golfito (Golfito)
- Canton de Coto Brus (San Vito)
- Canton de Parrita (Parrita)
- Canton de Corredores (Ciudad Neily)
- Canton de Garabito (Jacó)
- Monteverde (canton) (es)
- Puerto Jiménez (canton) (es)

### Province de San José
La province de San José est divisée en vingt cantons :
- San José (capitale et canton)
- Canton d'Escazú (Escazú)
- Canton de Desamparados (Desamparados)
- Canton de Puriscal (Santiago)
- Canton de Tarrazú (San Marcos)
- Canton d'Aserrí (Aserrí)
- Canton de Mora (Colón)
- Canton de Goicoechea (Guadalupe)
- Canton de Santa Ana (Santa Ana)
- Canton d'Alajuelita (Alajuelita)
- Canton de Vázquez de Coronado (San Isidro)
- Canton d'Acosta (San Ignacio)
- Canton de Tibás (San Juan)
- Canton de Moravia (San Vicente)
- Canton de Montes de Oca (San Pedro)
- Canton de Turrubares (San Pablo)
- Canton de Dota (Santa María)
- Canton de Curridabat (Curridabat)
- Canton de Pérez Zeledón San Isidro del General
- Canton de León Cortés (San Pablo)